# Sandy Island (Anguilla)
Sandy Island är en obebodd ö i Anguilla. Den ligger norr om huvudön Anguilla, 6 kilometer väster om huvudstaden The Valley. Ön är ett populärt utflyktsmål.